# Sint-Antonius Kluizenaarkerk (Mürringen)
De Sint-Antonius Kluizenaarkerk (Duits: Kirche Sankt Antonius Einsiedler) is een kerkgebouw in de tot de gemeente Büllingen behorende plaats Mürringen, in de Belgische provincie Luik. De kerk is gelegen aan Am Kirchenhof en behoort tot het bouwkundig erfgoed van de gemeente.
Deze kerk werd gebouwd in 1926 naar ontwerp van Henri Cunibert (1891-1954). Het is een driebeukig kerkgebouw in neogotische stijl, opgetrokken in natuursteenblokken. Het is een basilicale kruiskerk met voorgebouwde toren, geflankeerd door een achthoekige traptoren.
De kerk beschikt over een Thomas-orgel van 1994.